# Сікемус
Сікемус (англ. Sicamous) — окружний муніципалітет в Канаді, у провінції Британська Колумбія, у складі регіонального округу Коламбія-Шушвап.

## Населення
За даними перепису 2016 року, окружний муніципалітет нараховував 2429 осіб, показавши скорочення на 0,5%, порівняно з 2011-м роком. Середня густина населення становила 189,8 осіб/км².
З офіційних мов обидвома одночасно володіли 90 жителів, тільки англійською — 2 340. Усього 135 осіб вважали рідною мовою не одну з офіційних, з них 5 — українську.
Працездатне населення становило 55,8% усього населення, рівень безробіття — 13,3% (15% серед чоловіків та 11,4% серед жінок). 79,7% осіб були найманими працівниками, а 19,1% — самозайнятими.
Середній дохід на особу становив $41 031 (медіана $27 088), при цьому для чоловіків — $49 081, а для жінок $32 894 (медіани — $36 437 та $21 696 відповідно).
30,6% мешканців мали закінчену шкільну освіту, не мали закінченої шкільної освіти — 23,1%, 45,8% мали післяшкільну освіту, з яких 9,1% мали диплом бакалавра, або вищий.
| Статево-вікова структура населення | Статево-вікова структура населення | Статево-вікова структура населення | Статево-вікова структура населення | Статево-вікова структура населення |
| ---------------------------------- | ---------------------------------- | ---------------------------------- | ---------------------------------- | ---------------------------------- |
|                                    |                                    |                                    |                                    |                                    |
| Всього                             | Всього                             | 49,2%50,8%                         |                                    |                                    |
| 0 — 14 років                       | 0 — 14 років                       |                                    | 9,4%                               | 9,4%                               |
| 15 — 64 років                      | 15 — 64 років                      |                                    | 61,9%                              | 61,9%                              |
| 65 і більше                        | 65 і більше                        |                                    | 28,7%                              | 28,7%                              |
| 85 і більше                        | 85 і більше                        |                                    | 2,7%                               | 2,7%                               |
| Середній вік (років)               | Середній вік (років)               | 49,951,2                           | 50,6                               | 50,6                               |
| Медіана (років)                    | Медіана (років)                    | 55,556,4                           | 56,0                               | 56,0                               |
| — чоловіки — жінки                 |                                    |                                    |                                    |                                    |

| Походження мешканців:     | Походження мешканців:     | Походження мешканців: | Походження мешканців: | Походження мешканців: |
| ------------------------- | ------------------------- | --------------------- | --------------------- | --------------------- |
| Походження                |                           |                       | осіб                  | %                     |
| Корінні американці        | Корінні американці        |                       | 235                   | 9.75%                 |
| Інше північноамериканське | Інше північноамериканське |                       | 655                   | 27.18%                |
| Європейське               | Європейське               |                       | 2 070                 | 85.89%                |
| британське                | британське                |                       | 1 330                 | 55.19%                |
| французьке                | французьке                |                       | 295                   | 12.24%                |
| українське                | українське                |                       | 110                   | 4.56%                 |
| Латинськоамериканське     | Латинськоамериканське     |                       | 25                    | 1.04%                 |
| Азійське                  | Азійське                  |                       | 35                    | 1.45%                 |
| Океанійське               | Океанійське               |                       | 10                    | 0.41%                 |

| Зайнятість населення за галузями (за класифікацією NOC): | Зайнятість населення за галузями (за класифікацією NOC): | Зайнятість населення за галузями (за класифікацією NOC): | Зайнятість населення за галузями (за класифікацією NOC): | Зайнятість населення за галузями (за класифікацією NOC): |
| -------------------------------------------------------- | -------------------------------------------------------- | -------------------------------------------------------- | -------------------------------------------------------- | -------------------------------------------------------- |
|                                                          |                                                          |                                                          |                                                          |                                                          |
| Управління                                               | Управління                                               |                                                          | 10,1%                                                    | 10,1%                                                    |
| Бізнес, фінанси та адміністрування                       | Бізнес, фінанси та адміністрування                       |                                                          | 11,3%                                                    | 11,3%                                                    |
| Природничі та прикладні науки                            | Природничі та прикладні науки                            |                                                          | 3,8%                                                     | 3,8%                                                     |
| Охорона здоров'я                                         | Охорона здоров'я                                         |                                                          | 1,7%                                                     | 1,7%                                                     |
| Освіта, правозахист, муніципальні та урядові служби      | Освіта, правозахист, муніципальні та урядові служби      |                                                          | 5,5%                                                     | 5,5%                                                     |
| Мистецтво, культура, відпочинок та спорт                 | Мистецтво, культура, відпочинок та спорт                 |                                                          | 1,3%                                                     | 1,3%                                                     |
| Роздрібна торгівля та послуги                            | Роздрібна торгівля та послуги                            |                                                          | 29%                                                      | 29%                                                      |
| Гуртова торгівля, транспорт та обладнання                | Гуртова торгівля, транспорт та обладнання                |                                                          | 25,6%                                                    | 25,6%                                                    |
| Природні ресурси, сільське господарство                  | Природні ресурси, сільське господарство                  |                                                          | 6,3%                                                     | 6,3%                                                     |
| Виробництво                                              | Виробництво                                              |                                                          | 5%                                                       | 5%                                                       |

## Клімат
Середня річна температура становить 6,8°C, середня максимальна – 21,1°C, а середня мінімальна – -10,6°C. Середня річна кількість опадів – 820 мм.
| Клімат поселення                              | Клімат поселення | Клімат поселення | Клімат поселення | Клімат поселення | Клімат поселення | Клімат поселення | Клімат поселення | Клімат поселення | Клімат поселення | Клімат поселення | Клімат поселення | Клімат поселення | Клімат поселення |
| Показник                                      | Січ.             | Лют.             | Бер.             | Квіт.            | Трав.            | Черв.            | Лип.             | Серп.            | Вер.             | Жовт.            | Лист.            | Груд.            |                  |
| Середній максимум, °C                         | 1,21             | 4,00             | 7,92             | 12,64            | 17,33            | 21,05            | 20,68            | 20,63            | 15,78            | 9,83             | 3,60             | −0,59            |                  |
| Середня температура, °C                       | −4,67            | −1,88            | 2,02             | 6,76             | 11,45            | 15,17            | 17,84            | 17,77            | 12,92            | 6,98             | 0,74             | −3,46            |                  |
| Середній мінімум, °C                          | −10,55           | −7,76            | −3,85            | 0,87             | 5,58             | 9,30             | 14,97            | 14,90            | 10,07            | 4,12             | −2,11            | −6,32            |                  |
| Норма опадів, мм                              | 84               | 54               | 51               | 49               | 65               | 77               | 70               | 56               | 59               | 70               | 93               | 92               |                  |
| Середньомісячна швидкість вітру, м/с          | 1.66             | 1.59             | 1.86             | 2.04             | 1.96             | 1.90             | 1.86             | 1.76             | 1.61             | 1.66             | 1.86             | 1.75             |                  |
| Середньомісячна сонячна радіація, кДж/м²·день | 3143             | 6412             | 11427            | 16576            | 20118            | 21784            | 22778            | 19389            | 13545            | 7714             | 3516             | 2457             |                  |
| --------------------------------------------- | ---------------- | ---------------- | ---------------- | ---------------- | ---------------- | ---------------- | ---------------- | ---------------- | ---------------- | ---------------- | ---------------- | ---------------- | ---------------- |
| Джерело:                                      |                  |                  |                  |                  |                  |                  |                  |                  |                  |                  |                  |                  |                  |